# Кунте, Павел Павлович
Павел Павлович Кунте (настоящее имя Пауль Арминович Бруннер) (сентябрь 1888, Вена, Австрия — 1956, Актобе, Казахстан) — немецкий ученый, историк. Окончил философский факультет Венского университета (1910).
Занимался просветительской, и общественно-политической деятельностью в Австрии, Швейцарии, Чехии, Германии. В 20-е гг. — представитель Профинтерна. В 1929 году приехал в Алматы. Был преподавателем истории в КомВУЗе (Коммунистическое высшее учебное заведение), заведующим кафедрой всеобщей истории, заведующим Казахского государственного издательства, инспектором Наркомпроса профессор Казахского педагогического института (ныне — КазНПУ). В 1935—1936 годы вместе с С.Асфендияровым издал сборник «Прошлое Казахстана в источниках и материалах» (т. 1). В 1938 году подвергся политическим репрессиям, был сослан вместе с семьей в Новороссийский район Актобинской области. Преподавал в местной средней школе историю и немецкий язык.